# Erkel Ferenc-díj

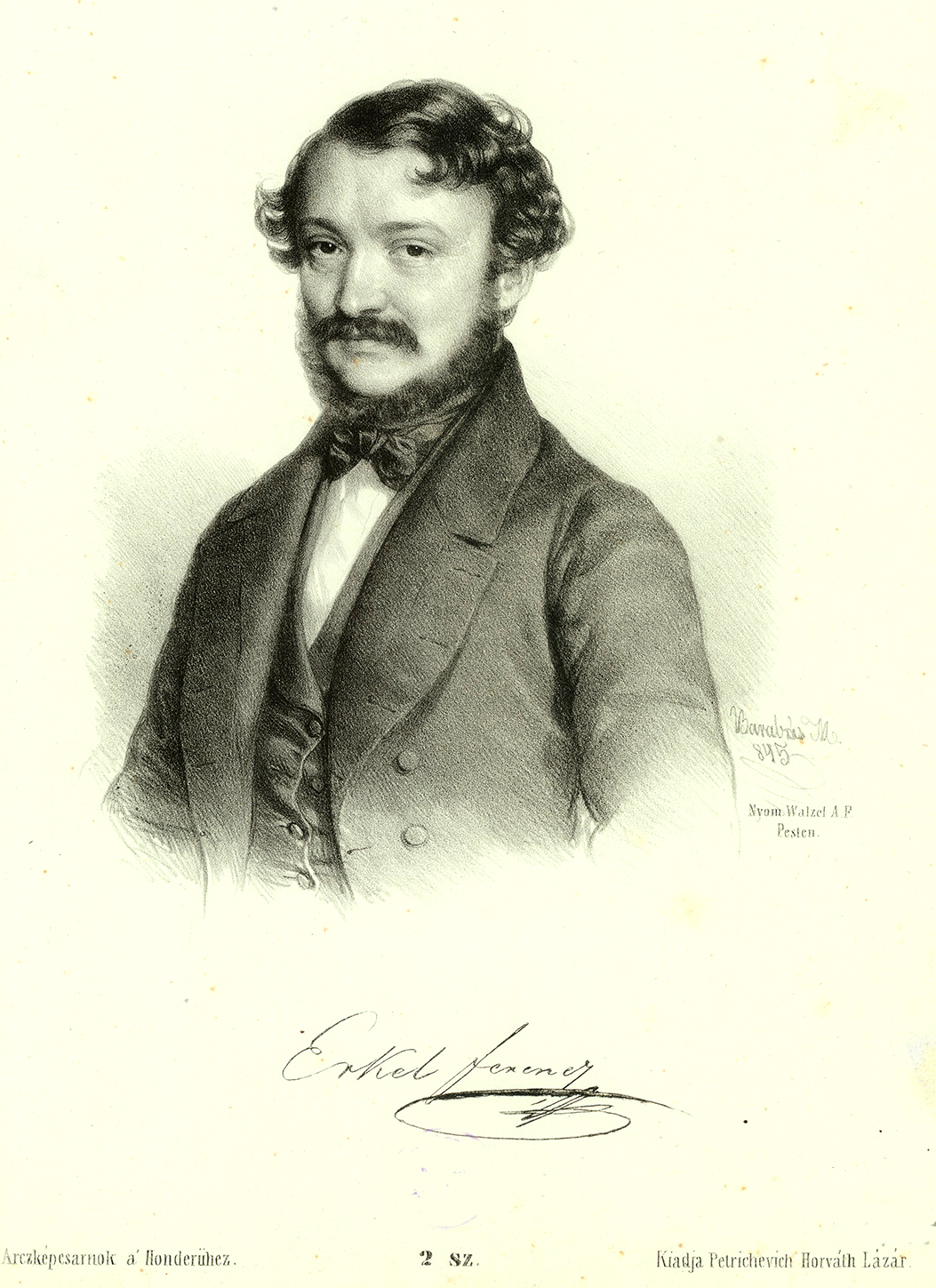
Erkel Ferenc (1845)

Az Erkel Ferenc-díj a kiemelkedő zeneszerzői, zenei rendezői, művészi tevékenységért adható legmagasabb állami kitüntetés.
A Minisztertanács alapította 1952-ben. Rendszerint március 15-én kaphatja három személy. A kitüntetett adományozást igazoló okiratot, érmet és az állami művészeti középdíjakkal járó pénzjutalmat kap. Az érem kerek alakú, bronzból készült, átmérője 80, vastagsága 8 milliméter. Az érem Lebó Ferenc szobrászművész alkotása, egyoldalas, Erkel Ferenc domború arcképét ábrázolja, és ERKEL FERENC-DÍJ felirattal van ellátva.

## 2025
- Dragony Tímea Ildikó zeneszerző;
- Pejtsik Péter zeneszerző, hangszerelő, zenei rendező, producer, karmester, előadóművész.

## 2024
- Bársony Bálint szaxofonművész, zenekarvezető, hangterapeuta, a Magyar Rhapsody Projekt zeneszerzője;
- Károly Katalin énekművész, a Kecskeméti Katona József Nemzeti Színház zenei vezetője-

## 2023
- Lukács Miklós, cimbalomművész, zeneszerző
- Sárik Péter, jazz-zongorista, zeneszerző

## 2022
- Balogh Máté zeneszerző, a Liszt Ferenc Zeneművészeti Egyetem adjunktusa,
- Dobszay-Meskó Ilona karmester, zeneszerző, a Liszt Ferenc Zeneművészeti Egyetem Bartók Béla Konzervatóriuma tanára.

## 2021
- Szirtes Edina hegedűművész
- Barta Gergely zeneszerző

## 2020
- Barabás Árpád zeneszerző
- Demény Attila zeneszerző, zenei rendező, a Magyar Művészeti Akadémia nem akadémikus tagja részére

## 2019
- Kelemen László zeneszerző
- Matz Ádám zenei rendező, hangmérnök
- Oláh Kálmán zeneszerző, zongoratanár, a Liszt Ferenc Zeneművészeti Egyetem egyetemi adjunktusa
- Závodi Gábor zeneszerző

## 2018
- Petrovics Eszter televíziós szerkesztő - rendező,
- Varga Judit zongoraművész, zeneszerző, a Liszt Ferenc Zeneművészeti Egyetem egyetemi tanársegédje.

## 2017
- Dubrovayné Ménes Aranka, az MTVA szerkesztő-műsorvezetője
- Virágh András Gábor, a Liszt Ferenc Zeneművészeti Egyetem tanársegédje, a Szent István Bazilika orgonistája, zeneszerző

## 2016
- Bella Máté András, zeneszerző, a Liszt Ferenc Zeneművészeti Egyetem egyetemi tanársegédje
- Horváth Márton Levente, orgonaművész, zeneszerző, a Liszt Ferenc Zeneművészeti Egyetem tanára

## 2015
Archiválva 2015. március 15-i dátummal a Wayback Machine-ben
- Márkus Tibor  jazz zongoraművész, egyetemi adjunktus
- Zombola Péter  művészeti koordinátor, egyetemi adjunktus, zeneszerző

## 2014
- Perédi Márta, zenei rendező és szerkesztő
- Beischer-Matyó Tamás, zeneszerző, a Liszt Ferenc Zeneművészeti Egyetem adjunktusa

## 2013
- Horváth Barnabás, zeneszerző
- Aldobolyi Nagy György, zeneszerző, dalszövegíró

## 2012
- Pintér Gyula zeneszerző
- Dobos László zenei rendező, zenetanár, karnagy
- Olsvay Endre zeneszerző

## 2011
- Aczél Péter zenei rendező, ny. munkatárs – Magyar Rádió és Hungaroton
- Nagy János zeneszerző
- Tallér Zsófia zeneszerző

## 2010
- Darvas Ferenc zeneszerző
- Erőd Iván zeneszerző
- Tóth Ibolya zenei rendező, producer

## 2009
- Károlyi Pál zeneszerző
- Kovács Zoltán zeneszerző
- Lerch István zeneszerző

## 2008
- Melis László zeneszerző
- Nógrádi Péter zeneszerző-zenetanár
- Sáry Bánk, a Színház- és Filmművészeti Egyetem zeneszerzője

## 2007
- Horváth Balázs, a Liszt Ferenc Zeneművészeti Egyetem zeneszerző, zeneelmélet tanára
- Dr. Mohay Miklós, a Liszt Ferenc Zeneművészeti Egyetem és a Debreceni Egyetem Zeneművészeti Kar zeneszerző, zeneelméleti tanára
- Tóth Péter zeneszerző, a Szegedi Tudományegyetem Zeneművészeti karának dékánja

## 2006
- Alpár Tibor zenei rendező
- Durkó Péter zeneszerző
- Pertis Jenő zeneszerző

## 2005
- Gyöngyösi Levente zeneszerző
- Wilheim András zenei rendező, zenetörténész
- Wolf Péter zeneszerző

## 2004
- Bánkövi Gyula zeneszerző
- Kocsák Tibor zeneszerző, zongoraművész
- Malek Miklós zeneszerző

## 2003
- Bárány Gusztáv, a Magyar Rádió Rt. zenei rendezője
- Binder Károly zeneszerző, zongoraművész, a Liszt Ferenc Zeneművészeti Egyetem Jazz Tanszék vezetője
- Serei Zsolt zeneszerző-karmester, a Liszt Ferenc Zeneművészeti Egyetem adjunktusa

## 2002
- Csíky Boldizsár zeneszerző, a Marosvásárhelyi Állami Filharmónia igazgatója
- Király László zeneszerző
- Orbán György zeneszerző, a Liszt Ferenc Zeneművészeti Egyetem adjunktusa

## 2001
- Fekete Gyula zeneszerző
- Horváth István zenei rendező, hangmérnök
- Terényi Ede zeneszerző

## Korábban
- 2000 Dukay Barnabás, Szigeti István
- 1999 Dobos Kálmán, Selmeczi György
- 1998 Togobickij Viktor, Várbíró Judit
- 1997 Hollós Máté, Tihanyi László
- 1996 Faragó Béla, Pongrácz Zoltán
- 1995 Komlós Katalin, Tolcsvay László
- 1994 Batta András, Huszár Lajos
- 1993 Kovács Sándor, Matz László
- 1992 Madarász Iván, Sugár Miklós
- 1991 Dimény Judit, Imre Zoltán, Sári József
- 1990 Erdélyi Tibor, Reményi Attila, Vukán György
- 1989 Orbán György (nem fogadta el), Rázga József
- 1988 Fodor Géza, Kerényi Miklós Gábor, Legány Dezső
- 1987 Bor József, Márta István
- 1986 Csemiczky Miklós, Erkel Tibor, Földes Imre, Ruitner Sándor, Várkonyi Mátyás
- 1985 Dubrovay László, Kalmár László, Pesovár Ernő, Victor Máté
- 1984 Antal Imre, Dobszay László, Foltin Jolán, Sáry László
- 1983 Horváth Ádám, Szörényi Levente, Vidovszky László
- 1982 Jeney Zoltán, Tallián Tibor
- 1981 Vajda János, Zoltai Dénes
- 1980 Feuer Mária, Hidas Frigyes, Kocsár Miklós, Körtvélyes Géza, Simon Zoltán, Vargyas Lajos
- 1979 Bozay Attila, Breuer János, Eősze László, Fodor Antal, Tóth Sándor
- 1978 Lendvay Kamilló, Martin György, Rajeczky Benjamin, Simon Antal
- 1977 Loránd István, Presser Gábor, Timár Sándor, Vikár László
- 1976 Bánki László, Kecskeméti István, Kricskovics Antal, Lázár Eszter, Sárosi Bálint, Vántus István
- 1975 Decsényi János, Durkó Zsolt, Györgyfalvay Katalin, Láng István, Lengyelfi Miklós, Makai Péter, Pernye András, Szirmai Béla
- 1974 Daróci Bárdos Tamás, Demény János, Gonda János, Novák Ferenc, Soproni József, Székely Endre
- 1973 Bónis Ferenc, Huszár Klára, Kocsár Miklós
- 1972 Balassa Sándor, Karai József, Lendvai Ernő, Létai Dezső, Somfai László, Vecsernyés János
- 1971 Kárpáti János, Szőllősy András
- 1970 Balázs Árpád, Czigány György, Forray Gábor, Kertész Gyula
- 1969 Bartha Dénes, Kurtág György, Seregi László, Szelényi István
- 1968 Bozay Attila, Durkó Zsolt, Láng István, Meixner Mihály
- 1967 Gyulai Gaál János, Mihály András, Sebestyén János
- 1966 Horváth Zoltán, Tamássy Zdenko, Tardos Béla
- 1965 Behár György, Szokolay Sándor
- 1964 Fényes Szabolcs, Forray Gábor, Lendvay Kamilló, Mihály András
- 1963 Békés András, Kroó György, Petrovics Emil
- 1962 Kadosa Pál, László Zsigmond, Lendvay Kamilló
- 1961 Maróthy János, Ujfalussy József
- 1960 Farkas Ferenc, Petrovics Emil, Szokolay Sándor, Tardos Béla
- 1959 Hidas Frigyes, Sárai Tibor, Szőnyi Erzsébet
- 1958 Gulyás László, Váry Ferenc
- 1957 Hajdu Mihály, Maros Rudolf, Ránki György, Vincze Ottó
- 1956 Gaál Jenő, Halász Kálmán, Harmat Artúr, Kókai Rezső, Kurtág György, Vincze Imre
- 1955 Darvas Gábor, Dávid Gyula, Kadosa Pál, Kemény Egon, Kósa György, Maros Rudolf
- 1954 Horusitzky Zoltán, Kurtág György, Maros Rudolf, Mihály András, Székely Endre, Szervánszky Endre, Vincze Ottó, Viski János,
- 1953 Bárdos Lajos, Járdányi Pál, Kemény Egon, Kókai Rezső, Polgár Tibor, Sárközy István, Sugár Rezső, Szervánszky Endre
- 1952 Dávid Gyula, Járdányi Pál, Kerekes János, Kókai Rezső, Mihály András, Polgár Tibor, Ránki György, Sárközy István, Vass Lajos, Vincze Imre